# Département de Keur Macène

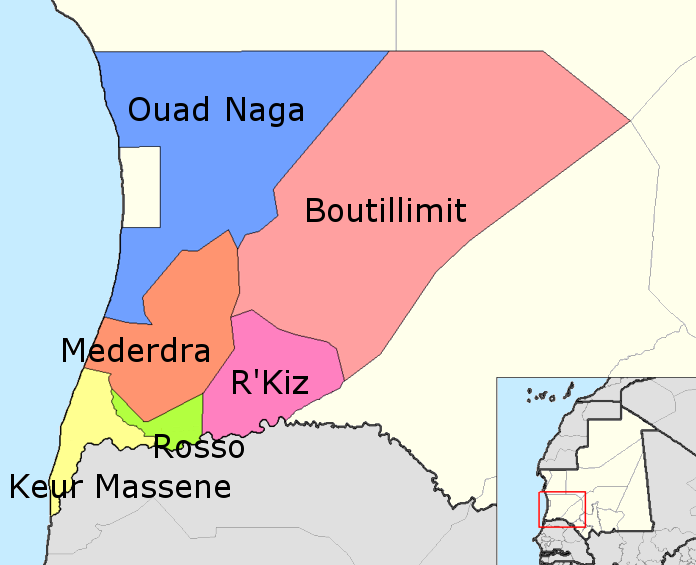
Les départements de Trarza : Keurmacen au sud-ouest.

Le département de Keur Macène est l'un des six départements (appelés officiellement moughataa) de la région de Trarza en Mauritanie.

## Liste des communes du département
Le département de Keur Macène est constitué de trois communes :
- Keur Macène
- M'Balel
- Ndiago

En 2000, l'ensemble de la population du département de Keurmacen regroupe un total de 28 977 habitants (13 445 hommes et 15 532 femmes).